# Parque nacional Esteros de Farrapos e Islas del Río Uruguay
El parque nacional Esteros de Farrapos e Islas del Río Uruguay está ubicado en el departamento de Río Negro, sobre las playas del río Uruguay.

## Toponimia
Popularmente es aceptado que el topónimo Farrapos proviene de la supuesta llegada de soldados brasileros derrotados en la Revolución Farroupilha en 1845. Sin embargo es más aceptado que el topónimo provenga del hecho que esas tierras fueron compradas por un francés y que eran administradas por un portugués, quién al ver los bañados habría expresado desilusionado: «estamos em farrapos», lo que correspondería en español a: «estamos en harapos».

## Características de Esteros de Farrapos
El área está caracterizada por la presencia de islas fluviales que se localizan sobre ambos lados del  río Uruguay que van desde la ciudad de Concepción del Uruguay (Argentina), hacia el sur y que a la altura de la localidad de San Javier el humedal se desarrolla sobre la margen uruguaya hasta la altura de Fray Bentos. El territorio del parque abarca un total de 20205 hectáreas en territorio uruguayo sobre las costas del río Uruguay, que va desde San Javier (al norte) hasta Nuevo Berlín (al sur), y que incluye los esteros, el albardón, la paleocosta, los canales y 24 islas e islotes sedimentarios. El paisaje incluye bañados, pajonales, bosques riparios, campos naturales, ciénagas, así como estancamientos de agua dulce (turberas).
En 2004, 17496 hectáreas de esta zona, que incluyeron los esteros y 24 islas, fueron designadas como sitio Ramsar (tratado para la protección de los humedales). Posteriormente en 2008, a través del decreto 579/008, promulgado el 27 de noviembre de ese año, 6327 hectáreas de esta zona ingresaron al Sistema Nacional de Áreas Protegidas (SNAP), incluyendo al área continental próxima a San Javier, y 2 islas (Barco Grande y La Paloma). Se pretende que en un futuro se incluya el resto del territorio Ramsar dentro del SNAP. Se dio como prioridad la zona más representativa de los humedales, que corresponde a los terrenos de propiedad del MVOTMA, las dos islas anteriormente mencionadas y algunos padrones que se encontraban bajo la administración de la Prefectura Naval y de la Dirección Nacional de Aduanas.
El área que actualmente está declarada como protegida (6327 hectáreas) perteneció hasta 2001 al Ministerio de Ganadería Agricultura y Pesca (MGAP), bajo la administración del Instituto Nacional de Colonización, que nunca la fraccionó por tratarse de un área inundable. En 2001 el MGAP transfirió estos terrenos al Ministerio de Vivienda Ordenamiento Territorial y Medio Ambiente.

### Ambientes
- Albardón o costa nueva: corresponde a la costa que se ha formado por depósito fluvial, sobre la antigua costa del río Uruguay, creándose así una faja continental de característica pantanosa. Corresponden a este ambiente 814 hectáreas.[1]
- Esteros: corresponden a este ambiente 6715 hectáreas y están conformados por los humedales de Farrapos y del Pingüino, tienen conexión directa con las tierras altas, por lo que se diferencian por estas características de las islas.[1]
- Islas: son las áreas separadas del continente a través de los canales del río Uruguay. Corresponden a ellas 6409 hectáreas.[1]
- Paleocosta: corresponde a la antigua costa del río Uruguay, y conecta a las tierras de cinco a diez metros de altura, con la zona baja del albardón. Estas tierras ocupan un área de 2275 hectáreas.[1]
- Sistema fluvial: corresponde a las aguas del río Uruguay y sus canales. Conforman un total de 4013 hectáreas.[1]

### Geomorfología

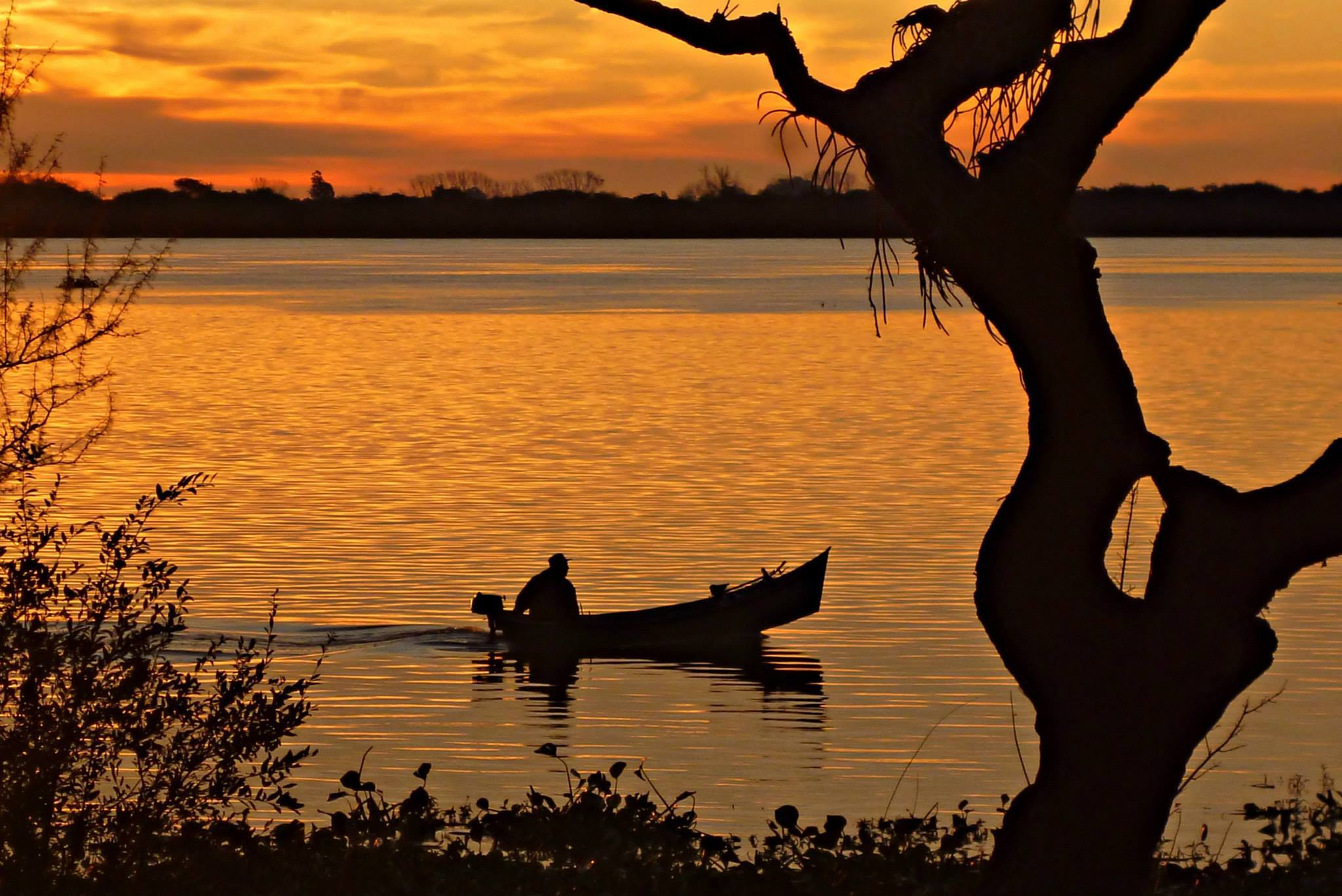
Esteros de Farrapos

El área de los esteros de Farrapos está representada por llanuras altas y bajas, ubicadas en la cuenca del río Uruguay y son atravesadas por diferentes cañadas. El estero forma parte de la planicie de litoral, mientras que el material geológico corresponde a los limos de la formación Fray Bentos. Los suelos de la zona están dominados por los gleysoles lúvicos melánicos abrupticos, los que se caracterizan por inundaciones largas y/o permanentes y los suelos asociados son brunosoles éutricos lúvicos, solonetz y otros suelos de alcalinidad variable. El lecho mayor de inundación está marcado por la presencia de albardones. Estos frenan el drenaje superficial de las aguas de lluvia, favoreciendo la formación de charcos permanentes con suelos muy turbosos.

### Flora
La vegetación de la zona está compuesta por comunidades hidrófilas, montes de espinillos y algarrobos, así como por pradera estival de tapiz denso. Las praderas están caracterizadas por la presencia de los géneros Axonopus, Sporobolus y Stenotaphrum. Existen grandes parches de pajonales tanto en suelos en los que dominan la paja brava, observándose algunos ejemplares de paja mansa, así como varias ciperáceas como el falso papiro (Cyoerus prolixus), el carrizo (Panicum pernanbucense) y una especie del género Rhinchospora. Otras especies corresponden a pasto dibujante (Panicum racemosum), redondita de agua (Hydrocotyle bonariensis), senecio de flores amarillas (Senecio crassiflorus), junco de copo (Androtrichum trigynum), y Campanilla Rosada (Calystegia soldanella).
En la zona de transición entre la pradera y el monte ribereño se destacan el espinillo (Acacia caven), el palo de fierro (Myrrhinium loranthoides), el tala (Celtis tala), y blanquillos (Sebastiania brasiliensis, S. Klortzschiania). En el monte ribereño se desarrollan: sarandí blanco, sarandí negro, vivaró, curupí, mataojo, palo cruz, 
combretum, palo amarillo, sauce, tembetarí, ingá, pitanga y guayabo blanco.

### Fauna
La fauna de la zona es muy diversa, existen 14 especies de anfibios como los sapos Bufo granulosus, B. Paracnemis, las ranas Hyla pulchella, Leptodactylus gracilis, y L. Ocellatus, lagartos como Tupinambis merianae; y la tortuga Phrynops hilarii; además residen allí 104 especies de aves como la garza gran Egretta alba, la garza blanca chica (Egretta thula), el buitre de cabeza roja (Cathartes aura), el chajá, la pava de monte (Penelope obscura), entre otros. En cuanto a mamíferos existen 15 especies diferentes, como el carpincho (Hydrochoerus hydrochaeris), el zorro de monte (Cerdocyon thous), los murciélagos Myotis riparius, así como numerosas especies de peces como los integrantes de la familia Pimelodidae (bagres), Bagre porteño, Bagre blanco, Bagre amarillo, Bagre sapo, entre otros.